# Xiphidium caeruleum
Xiphidium caeruleum är en enhjärtbladig växtart som beskrevs av Jean Baptiste Christophe Fusée Aublet. Xiphidium caeruleum ingår i släktet Xiphidium och familjen Haemodoraceae. Inga underarter finns listade.

## Bildgalleri

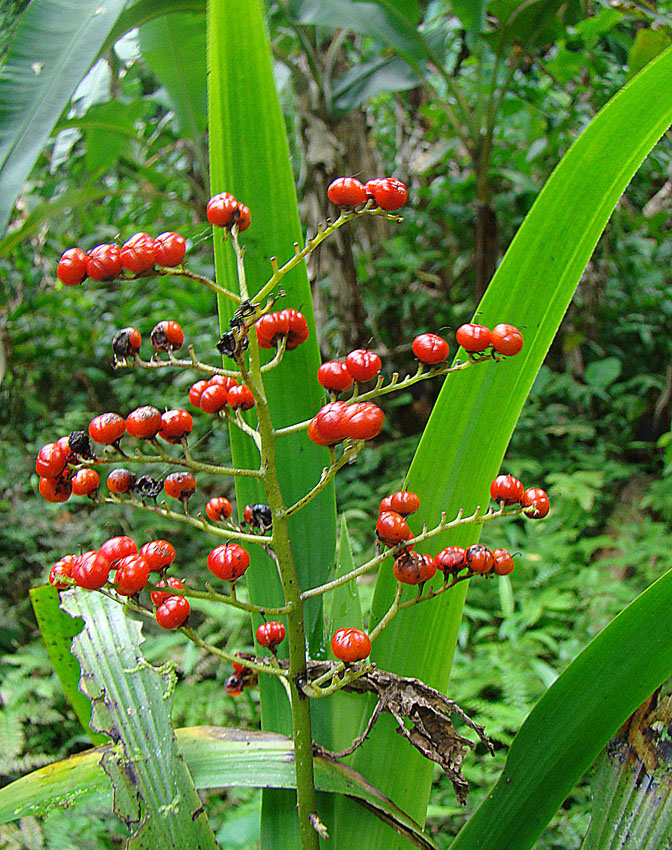
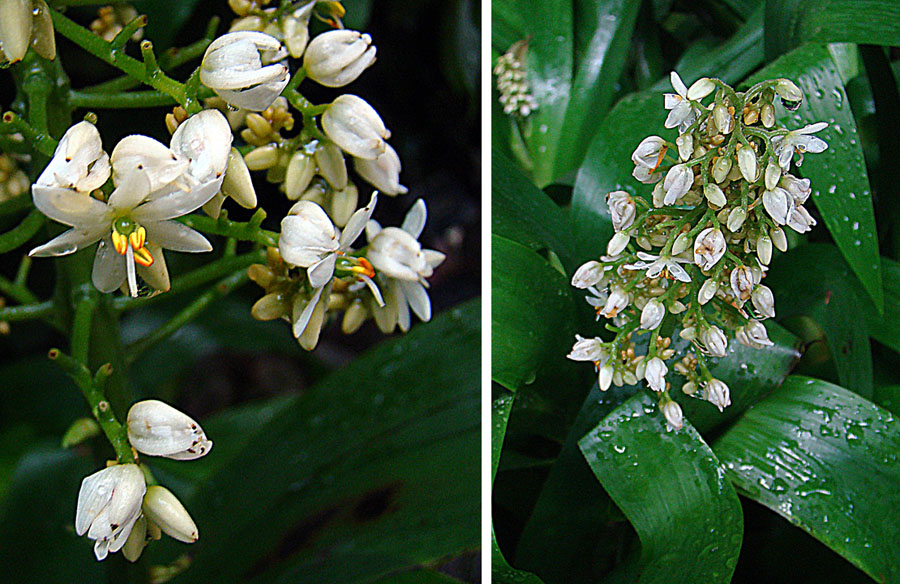